# V-92柴油引擎
V-92柴油引擎（俄语：В-92）是俄羅斯以T-72配備的V-84柴油引擎為基礎進一步改良的戰車用柴油引擎，為現在俄羅斯陸軍使用的T-90主力戰車與T-72B3主力戰車的動力來源。

## 簡介
在T-72戰車作為蘇聯的主力戰車服役後，該型戰車為了對抗北約主力戰車而多次進行性能提升工程，引擎也作為升級的一部分，因此在後期型更換了增強馬力輸出的V-84柴油引擎。至蘇聯解體後，原定作為蘇軍頂尖部隊運用的T-80主力戰車因製造供應鏈分散在前蘇聯加盟國，且維持成本較高的緣故，除了俄羅斯自用外，外銷的成功案例不多。此後，俄羅斯境內仍維持完整研製與生產能量的戰車為T-72，且T-72在售價上具有競爭力，因此得到較為足夠資金進行T-72的後續改良，也就是T-90主力戰車。
為了在T-90戰車上確保增長的車重不影響原先性能，車里亞賓斯克拖拉機製造廠以V-84為基礎進行對V-2柴油引擎家族的進一步增強推力探索。由於機械增壓器進氣對於引擎的動力減損問題無法克服，研發單位放棄了機械增壓進氣設計，採用與南斯拉夫增強V-46柴油引擎相同的技術方案，採用渦輪增壓器進氣，藉由更高效率的進氣效率、提高供油壓力增強汽缸輸出效能，使引擎的輸出功率增長到1,000匹馬力(735KW)，引擎體積則維持與V-84相同尺寸，因此可兼容在T-72系列的發動機艙中，僅需在車體外切割額外的進氣口提供引擎增長的進氣量，無需對車體結構進行大規模改造，此型號在1992年推出，稱為V-92S2。
由於在蘇聯解體後，俄國軍事產業長期陷入資金匱乏的窘境。因此V-92S2到21世紀初才配備在T-90A主力戰車上。
在V-92S2推出後，車里亞賓斯克拖拉機製造廠試圖改良V-92發動機，但為了追趕與西方國家的柴油引擎的技術落差，研發單位使用了較小活塞行程進而提高轉速的設計，該型號稱為V-99，引擎輸出功率達1,200匹馬力，該引擎在2000年首度展示，但是未被俄羅斯軍方採納。但生產廠將V-99的技術反饋回T-72的延壽工程，研發出V-92S2F。
V-92S2F較原本的V-92增加一組帶中冷器的增壓渦輪器，再度增強進氣壓力。為了處理增強的燃燒壓力與溫度，汽缸閥材料改用40X10S2M鉻鉬合金鋼，引擎曲軸、汽缸本體、汽缸活塞使用AK-12D（俄语：АК12Д）合金鋼製造，同時在汽缸中使用陶瓷塗層，提升引擎的耐用度，降低耐熱鋁合金在引擎中的使用比例，改良後的V-92S2F輸出功率1,130匹馬力。不過基於成熟度權衡，V-92S2F仍然維持每分鐘2,000轉的運轉速度。該引擎成為2010年代俄羅斯陸軍進行T-72B3現代化工程與T-90後續改良型的主要動力裝置。

## 型號
- V-92S2：1992年研發，輸出功率1,000匹馬力，配備於T-90A戰車。
- V-92S2F：21世紀初研發，輸出功率1,130馬力，配備於T-72B3、T-90AS戰車。

## 註解
1. ↑  .   [2023-06-02]. （原始内容存档于2023-06-02）.

## 相關
- V-2系列柴油机
- T-90主力戰車